# Fernando Canesin
Fernando Canesin Matos, est un footballeur brésilien né le 27 février 1992 à Ribeirão Preto. Il joue comme milieu de terrain.

## Biographie

### Anderlecht
Il est engagé par le club belge en janvier 2010, qui lui propose d'abord un contrat de 6 mois afin de voir s'il va s'adapter à la vie européenne. Malheureusement pour lui, presque immédiatement après son arrivée, il se blesse gravement (fracture du métatarse du pied). Malgré cela, il s’adapte rapidement et signe finalement un contrat de cinq années (contrat courant jusqu'en juin 2016).
Il fait ses débuts avec l'équipe première d'Anderlecht, lors du dernier match des PO1 de la saison 2010-2011 face à Lokeren. Malgré la défaite ce soir là, tout le monde est conquis par la prestation de ce jeune brésilien. Certains n'hésitant pas à le comparer à un certain Juan Lozano. 
Fernando Canesin inscrit son premier but professionnel le 15 décembre 2011, lors d'un match de Ligue Europa face au Lokomotiv de Moscou.
Le 6 mai 2012, il obtient son premier titre de champion de Belgique à la suite d'un match nul face au club brugeois. Une semaine plus tard, il inscrit son premier goal en Championnat de Belgique lors de la victoire 3-0 face au rival du Standard (Soit une année après son 1er match professionnel).
La saison 2012-2013, ne se déroula pas bien pour lui, vu que l'entraineur John Van Den Brom ne lui fera jamais confiance. Il ne disputera que 261 minutes pour une seule titularisation.

### KV Ostende
Durant la saison 2013-2014, il est prêté chez le promu, le KV Ostende, où il y deviendra rapidement titulaire.

## Palmarès
- Champion de Belgique avec le RSC Anderlecht : 2012 et 2013
- Vainqueur de la Supercoupe de Belgique  avec le RSC Anderlecht : 2012